# La scure (romanzo)
La scure (Baltagul) è un romanzo dello scrittore romeno Mihail Sadoveanu, pubblicato nel novembre 1930. Il romanzo è stato scritto in soli 17 giorni e si compone di 16 capitoli. La fonte di ispirazione per il romanzo è stata la ballata popolare Miorița. L'opera è considerata come una monografia sul tipico villaggio romeno e mostra i suoi aspetti umani e le tradizioni del costume romeno come i riti del battesimo, del matrimonio e del funerale.

## Adattamenti
Nel 1969 dal romanzo è stato tratto il film La scure (Baltagul) diretto da Mircea Mureșan.